# Hrvatski nogometni kup 2000-2001
La Hrvatski nogometni kup 2000./01. (coppa croata di calcio 2000-01) fu la decima edizione della coppa nazionale croata, fu organizzata dalla Federazione calcistica della Croazia e fu disputata dal agosto 2000 al maggio 2001.
Il detentore era l'Hajduk Spalato, che in questa edizione fu sconfitto in finale. Gli spalatini si rifecero vincendo il campionato.
Il trofeo fu vinto dalla Dinamo Zagabria, fu il suo quinto titolo nella competizione, la sua dodicesima coppa nazionale contando anche le sette della Coppa di Jugoslavia.
La vittoria diede alla Dinamo la qualificazione alla Coppa UEFA 2001-2002.

## Formula e partecipanti
Alla competizione parteciparono le migliori squadre delle divisioni superiori, con la formula dell'eliminazione diretta. I primi turni erano a gara singola, mentre quarti, semifinali e finale erano ad andata e ritorno.
Al turno preliminare accedono le squadre provenienti dalle Županijski kup (le coppe regionali): le 21 vincitrici più le finaliste delle 11 coppe col maggior numero di partecipanti.
Le prime 16 squadre del ranking quinquennale di coppa (63 punti alla vincitrice della coppa, 31 alla finalista, 15 alle semifinaliste, 7 a quelle che hanno raggiunto i quarti, 3 a quelle eliminate agli ottavi, 1 se eliminate ai sedicesimi) sono ammesse di diritto ai sedicesimi di finale.

### Ammesse di diritto ai sedicesimi di finale
Le prime 16 squadre (coi punti) del ranking 1994-1999 entrano di diritto nei sedicesimi della Coppa 2000-01:
- 1 Dinamo Zagabria (221)
- 2 Hajduk Spalato (103)
- 3 Osijek (101)
- 4 Varteks Varaždin (91)
- 5 NK Zagabria (69)
- 6 Cibalia (43)
- 7 Slaven Belupo (25)
- 8 Zara (25)
- 9 Rijeka (23)
- 10 Segesta (21)
- 11 Inker Zaprešić (19)
- 12 Hrvatski Dragovoljac (19)
- 13 Belišće (17)
- 14 Dubrovnik (15)
- 15 Sebenico (11)
- 16 Mladost 127 (11)

### Dalle coppe regionali
| Regione                                 | Squadre qualificate | Squadre qualificate |
| --------------------------------------- | ------------------- | ------------------- |
| Regione di Zagabria                     | Stupnik             | PIK Vrbovec         |
| Regione di Krapina e dello Zagorje      | Oštrc Zlatar        |                     |
| Regione di Sisak e della Moslavina      | Moslavina           | TŠK Topolovac       |
| Regione di Karlovac                     | Karlovac            |                     |
| Regione di Varaždin                     | Sloboda Varaždin    | Sračinec            |
| Regione di Koprivnica e Križevci        | Koprivnica          | Mladost Molve       |
| Regione di Bjelovar e della Bilogora    | Bjelovar            |                     |
| Regione litoraneo-montana               | Orijent             |                     |
| Regione della Lika e di Segna           | Gospić '91          |                     |
| Regione di Virovitica e della Podravina | TVIN Virovitica     |                     |
| Regione di Požega e della Slavonia      | Kamen Ingrad        |                     |
| Regione di Brod e della Posavina        | Marsonia            | Sloga Nova Gradiška |
| Regione zaratina                        | NOŠK Novigrad       |                     |
| Regione di Osijek e della Baranja       | Valpovka            | Metalac Osijek      |
| Regione di Sebenico e Tenin             | Zagora Unešić       |                     |
| Regione di Vukovar e della Sirmia       | Vukovar             | Lokomotiva Vinkovci |
| Regione spalatino-dalmata               | Mosor               | Junak Sinj          |
| Regione istriana                        | Rovigno             | Žminj               |
| Regione raguseo-narentana               | Jadran Ploče        |                     |
| Regione del Međimurje                   | Čakovec             | Sloga Čakovec       |
| Città di Zagabria                       | Croatia Sesvete     | Hrašće Turopoljsko  |

### Riepilogo
| 1ª Divisione 1.HNL | 2ª Divisione 2.HNL                                                                                              | 3ª Divisione 3.HNL | Divisioni inferiori                                                                                              |
| --- | --- | --- | --- |
| dal turno preliminare: | | | |
| Čakovec Marsonia | Bjelovar Croatia Sesvete Jadran Ploče Kamen Ingrad Koprivnica Mosor Orijent TŠK Topolovac Vrbovec Vukovar Žminj | Gospić '91 Junak Sinj Karlovac Metalac Osijek Mladost Molve Moslavina Rovigno Sloboda Varaždin Sloga Čakovec Sloga Nova Gradiška Valpovka | Hrašće Turopoljsko Lokomotiva Vinkovci NOŠK Novigrad Oštrc Zlatar Sračinec Stupnik TVIN Virovitica Zagora Unešić |
| dai sedicesimi di finale: | | | |
| Cibalia Dinamo Zagabria Hajduk Spalato Hrvatski Dragovoljac Osijek Rijeka Sebenico Slaven Belupo Varteks Varaždin NK Zagabria | Belišće Segesta Zara                                                                                            | Dubrovnik Inker Zaprešić | |
| non ammesse: | | | |
| nessuna | Istria Mladost Proložac Pomorac Kostrena Solin                                                                  | le altre 68 squadre | tutte le altre squadre                                                                                           |
| 1ª Divisione 1.HNL | 2ª Divisione 2.HNL                                                                                              | 3ª Divisione 3.HNL | Divisioni inferiori                                                                                              |

### Calendario
| Turno             | Data                          | Numero gare | Squadre | Entrano in questo turno                                                |
| ----------------- | ----------------------------- | ----------- | ------- | ---------------------------------------------------------------------- |
| Turno preliminare | dal 13 al 15 agosto 2000      | 16          | 48 → 32 | Vincitrici delle 21 coppe regionali 11 finaliste delle coppe regionali |
| Primo turno       | dal 3 al 6 settembre 2000     | 16          | 32 → 16 | Le migliori 16 del ranking                                             |
| Secondo turno     | dal 17 al 24 ottobre 2000     | 8           | 16 → 8  | Nessuna                                                                |
| Quarti di finale  | 7 marzo 2001 14 marzo 2001    | 8           | 8 → 4   | Nessuna                                                                |
| Semifinali        | 11 aprile 2001 18 aprile 2001 | 4           | 4 → 2   | Nessuna                                                                |
| Finale            | 9 maggio 2001 23 maggio 2001  | 2           | 2 → 1   | Nessuna                                                                |

## Turno preliminare
| Squadra 1                | Risultato | Squadra 2           |
| ------------------------ | --------- | ------------------- |
| Dal 13 al 15 agosto 2000 |           |                     |
| TVIN Virovitica          | 3 – 4     | Lokomotiva Vinkovci |
| Vukovar                  | 1 – 2     | Mladost Molve       |
| Bjelovar                 | 2 – 3     | TŠK Topolovac       |
| Mosor                    | 0 – 1     | Metalac Osijek      |
| Valpovka                 | 5 – 1     | Oštrc Zlatar        |
| Orijent                  | 4 – 3     | Jadran Ploče        |
| Junak Sinj               | 4 – 1     | Gospić '91          |
| Sračinec                 | 2 – 3     | Hrašće Turopoljsko  |
| Rovigno                  | 2 – 3     | Čakovec             |
| Sloboda Varaždin         | 3 – 2     | NOŠK Novigrad       |
| Stupnik                  | 2 – 3     | Kamen Ingrad        |
| Sloga Čakovec            | 0 – 1     | PIK Vrbovec         |
| Koprivnica               | 4 – 3     | Moslavina           |
| Zagora Unešić            | 2 – 4     | Karlovac            |
| Marsonia                 | 4 – 0     | Žminj               |
| Sloga Nova Gradiška      | 1 – 0     | Croatia Sesvete     |

## Sedicesimi di finale
Il Mladost 127 si è ritirato da tutte le competizioni per bancarotta.
| Squadra 1                 | Risultato             | Squadra 2            |
| ------------------------- | --------------------- | -------------------- |
| Dal 3 al 6 settembre 2000 |                       |                      |
| Hrašće Turopoljsko        | 1 – 4                 | Osijek               |
| Čakovec                   | 2 – 1                 | Marsonia             |
| Kamen Ingrad              | 2 – 0                 | Rijeka               |
| Lokomotiva Vinkovci       | 1 – 8                 | Hajduk Spalato       |
| Junak Sinj                | 1 – 3                 | Varteks Varaždin     |
| Sloga Nova Gradiška       | 0 – 5                 | NK Zagabria          |
| Valpovka                  | 1 – 4                 | Cibalia              |
| Metalac Osijek            | 1 – 1 (dts) (1-4 dtr) | Slaven Belupo        |
| Karlovac                  | 1 – 1 (dts) (5-6 dtr) | Zara                 |
| TŠK Topolovac             | 2 – 3 (dts)           | Inker Zaprešić       |
| Sloboda Varaždin          | 1 – 2 (dts)           | Segesta              |
| PIK Vrbovec               | 4 – 2                 | Belišće              |
| Orijent                   | 3 – 2 (dts)           | Dubrovnik            |
| Koprivnica                | 1 – 4                 | Hrvatski Dragovoljac |
| Mladost Molve             | 0 – 9                 | Dinamo Zagabria      |
| Sebenico                  | n.d.                  | Mladost 127          |

## Ottavi di finale
| Squadra 1                 | Risultato             | Squadra 2            |
| ------------------------- | --------------------- | -------------------- |
| Dal 17 al 24 ottobre 2000 |                       |                      |
| Hajduk Spalato            | 1 – 0                 | Čakovec              |
| Inker Zaprešić            | 1 – 0 (dts)           | Cibalia              |
| PIK Vrbovec               | 0 – 4                 | Varteks Varaždin     |
| Zara                      | 1 – 2                 | Kamen Ingrad         |
| Segesta                   | 0 – 2                 | NK Zagabria          |
| Slaven Belupo             | 0 – 0 (dts) (3-4 dtr) | Hrvatski Dragovoljac |
| Orijent                   | 0 – 1                 | Osijek               |
| Dinamo Zagabria           | 2 – 0                 | Sebenico             |

## Quarti di finale
| Squadra 1            | Totale          | Squadra 2        | Andata     | Ritorno    |
| -------------------- | --------------- | ---------------- | ---------- | ---------- |
|                      |                 |                  | 07.03.2001 | 14.03.2001 |
| NK Zagabria          | 3 – 3 (4-2 dtr) | Varteks Varaždin | 3 – 0      | 0 – 3      |
| Osijek               | 5 – 1           | Inker Zaprešić   | 4 – 0      | 1 – 1      |
| Hrvatski Dragovoljac | 2 – 7           | Hajduk Spalato   | 2 – 2      | 0 – 5      |
| Kamen Ingrad         | 2 – 7           | Dinamo Zagabria  | 0 – 4      | 2 – 3      |

## Semifinali
| Squadra 1   | Totale | Squadra 2       | Andata     | Ritorno    |
| ----------- | ------ | --------------- | ---------- | ---------- |
|             |        |                 | 11.04.2001 | 18.04.2001 |
| NK Zagabria | 2 – 4  | Dinamo Zagabria | 1 – 0      | 1 – 4      |
| Osijek      | 0 – 4  | Hajduk Spalato  | 0 – 3      | 0 – 1      |

## Finale
| Squadra 1      | Totale | Squadra 2       | Andata     | Ritorno    |
| -------------- | ------ | --------------- | ---------- | ---------- |
|                |        |                 | 09.05.2001 | 23.05.2001 |
| Hajduk Spalato | 0 – 3  | Dinamo Zagabria | 0 – 2      | 0 – 1      |

### Andata
La partita è stata sospesa per circa 20 minuti a causa dell'invasione di campo di un paio di tifosi prima al 77', e poi di circa altri 20 tifosi all'87'.
| Arbitro: | Kovačić (Križevci) |

|  |           |                      |
|  | Marcatori | 40’ Šokota 57’ Mikić |

| Hajduk | Dinamo |

|                 |    |                    |     |     |
|                 |    |                    |     |     |
| P               | 1  | Stipe Pletikosa    |     |     |
| D               | 2  | Igor Gjuzelov      |     |     |
| D               | 21 | Darko Miladin      |     |     |
| D               | 29 | Ivan Radeljić      |     |     |
| D               |    | Krunoslav Rendulić |     | 58' |
| D               |    | Goran Sablić       |     | 68' |
| C               | 7  | Stanko Bubalo      |     | 58' |
| C               | 8  | Igor Musa          |     |     |
| C               |    | Ivan Leko          |     |     |
| A               | 11 | Zvonimir Deranja   |     |     |
| A               | 12 | Ivan Bošnjak       |     |     |
| A disposizione: |    |                    |     |     |
| C               | 26 | Mario Carević      | 86' | 58' |
| A               | 9  | Mate Bilić         |     | 58' |
| A               | 14 | Srđan Andrić       |     | 68' |
| Allenatore:     |    |                    |     |     |
| Zoran Vulić     |    |                    |     |     |

|                  |    |                     |     |     |
|                  |    |                     |     |     |
| P                | 1  | Tomislav Butina     |     |     |
| D                | 2  | Mario Tokić         | 86' |     |
| D                | 4  | Goce Sedloski       |     |     |
| D                | 5  | Kristijan Polovanec |     |     |
| D                |    | Edward Bosnar       |     |     |
| M                | 7  | Mihael Mikić        |     |     |
| M                | 8  | Jasmin Agić         |     |     |
| M                | 27 | Renato Pilipović    |     |     |
| A                | 14 | Dario Zahora        |     | 66' |
| A                | 21 | Igor Cvitanović     |     | 61' |
| A                | 25 | Tomo Šokota         | 40' | 86' |
| A disposizione:  |    |                     |     |     |
| C                |    | Mario Bazina        |     | 61' |
| C                |    | Alexandre           | 85' | 66' |
| A                |    | Tomislav Gondžić    |     | 86' |
| Allenatore:      |    |                     |     |     |
| Ilija Lončarević |    |                     |     |     |

### Ritorno
| Arbitro: | Širić (Osijek) |

|                      |           |  |
| Renato Pilipović 16’ | Marcatori |  |

| Dinamo | Hajduk |

|                  |    |                     |     |     |
|                  |    |                     |     |     |
| P                | 1  | Tomislav Butina     |     |     |
| D                | 2  | Mario Tokić         |     |     |
| D                | 4  | Goce Sedloski       | 70' |     |
| D                | 5  | Kristijan Polovanec |     |     |
| D                | 17 | Boris Leutar        |     |     |
| C                | 7  | Mihael Mikić        |     |     |
| C                | 8  | Jasmin Agić         | 65' |     |
| C                | 16 | Jerko Leko          |     |     |
| C                | 27 | Renato Pilipović    |     | 75’ |
| A                | 21 | Igor Cvitanović     |     | 78’ |
| A                | 25 | Tomo Šokota         |     | 81’ |
| A disposizione:  |    |                     |     |     |
| A                | 14 | Dario Zahora        |     | 75’ |
| C                |    | Mario Bazina        |     | 78’ |
| A                | 9  | Niko Kranjčar       |     | 81’ |
| Allenatore:      |    |                     |     |     |
| Ilija Lončarević |    |                     |     |     |

|                 |    |                 |     |     |
|                 |    |                 |     |     |
| P               | 1  | Stipe Pletikosa |     |     |
| D               | 4  | Dalibor Božac   |     |     |
| D               | 20 | Vik Lalić       |     |     |
| D               | 24 | Jurica Puljiz   |     |     |
| D               | 29 | Ivan Radeljić   |     |     |
| C               | 3  | Mirko Hrgović   | 39' | 85’ |
| C               | 8  | Igor Musa       |     |     |
| C               | 14 | Srđan Andrić    | 79' | 80’ |
| C               | 26 | Mario Carević   |     |     |
| C               | 27 | Duje Špalj      |     | 71’ |
| A               | 9  | Mate Bilić      |     |     |
| A disposizione: |    |                 |     |     |
| C               |    | Igor Bilokapić  |     | 71’ |
| C               |    | Ivan Grivičić   |     | 80’ |
| C               | 15 | Ivan Rajčić     |     | 85’ |
| Allenatore:     |    |                 |     |     |
| Zoran Vulić     |    |                 |     |     |

## Marcatori
| Pos. | Giocatore        | Squadra      | Reti |
| ---- | ---------------- | ------------ | ---- |
| 1    | Stanko Bubalo    | Hajduk       | 7    |
| 2    | Boško Balaban    | Dinamo       | 5    |
| 2    | Mario Bazina     | Dinamo       | 5    |
| 4    | Mate Baturina    | NK Zagabria  | 4    |
| 5    | Mate Bilić       | Hajduk       | 3    |
| 5    | Damir Bognar     | Kamen Ingrad | 3    |
| 5    | Zvonimir Deranja | Hajduk       | 3    |
| 5    | Renato Pilipović | Dinamo       | 3    |
| 5    | Mario Prišć      | Osijek       | 3    |
| 5    | Tomislav Šokota  | Dinamo       | 3    |